# Abouzabel
Abouzabel est un bourg situé en Basse-Égypte, à 22 kilomètres au nord du Caire. 
Méhémet-Ali y avait formé un grand hôpital avec une école de médecine, qui ont été transférés depuis au Caire. Cette école a eu une influence considérable dans la diffusion des techniques de médecine occidentales en Égypte. Antoine Clot en a été le directeur dans les années 1820,.